# The Order of Time
| Совокупная оценка    | Совокупная оценка |
| Источник             | Оценка            |
| -------------------- | ----------------- |
| AnyDecentMusic?      | 7.8/10            |
| Metacritic           | 89/100            |
| Оценки критиков      |                   |
| Источник             | Оценка            |
| American Songwriter  | [ 2 ]             |
| The Austin Chronicle | [ 6 ]             |
| The Guardian         | [ 7 ]             |
| The Independent      | [ 8 ]             |
| PopMatters           | 9/10              |
| Slant Magazine       | [ 10 ]            |
| Spectrum Culture     | [ 11 ]            |

The Order of Time — четвёртый студийный альбом американской кантри-певицы Валери Джун. Диск вышел 10 марта октября 2017 года на лейблах Concord Records и Caroline Records. Продюсером вместе с самой певицей был Matt Marinelli.

## Об альбоме
Продюсером был выбран Матт Маринелли, ставший уже третьим по счету из возможных кандидатов и ранее работавший роуд-менеджером Норы Джонс.
Лид-синглами альбома стали «Astral Plane» и «Shakedown», причём на «Shakedown» бэк-вокалом выступает отец певицы, умерший в ноябре 2016 года.
Нора Джонс также выступила в роли бэк-вокалистки.

## Отзывы
Альбом получил положительные отзывы музыкальных критиков и интернет-изданий, среди которых The New Yorker, American Songwriter, The Guardian, Slant Magazine, Exclaim!.
Rolling Stone включил альбом в свой список лучших пластинок 2017 года (№ 24 в их «50 Best Albums of 2017» и под № 3 в «40 Best Country and Americana Albums of 2017»).
Газета The New York Times включил альбом в свой список лучших поп-альбомов 2017 года (№ 9).
Журнал Cosmopolitan включил альбом в свой список «The 10 Best Albums of 2017» (№ 10). The Village Voice включил альбом в свой список Pazz & Jop.
The Sydney Morning Herald включил альбом в свой список «Top 20 albums of 2017».

### Итоговые списки
| Публикация    | Список                                       | Год  | Ранг | Ссылка |
| ------------- | -------------------------------------------- | ---- | ---- | ------ |
| Cosmopolitan  | 10 Best Albums of 2017                       | 2017 | 10   | [ 20 ] |
| PopMatters    | 60 Best Albums of 2017                       | 2017 | 28   | [ 20 ] |
| Rolling Stone | 40 Best Country and Americana Albums of 2017 | 2017 | 3    | [ 20 ] |
| Stereogum     | 10 Best Country Albums of 2017               | 2017 | 4    | [ 20 ] |

## Список композиций
Слова и музыка всех песен — Валери Джун.
| №                   | Название             | Длительность |
| ------------------- | -------------------- | ------------ |
| 1.                  | «Long Lonely Road»   | 3:56         |
| 2.                  | «Love You Once Made» | 3:37         |
| 3.                  | «Shakedown»          | 2:46         |
| 4.                  | «If And»             | 3:30         |
| 5.                  | «Man Done Wrong»     | 3:06         |
| 6.                  | «The Front Door»     | 4:14         |
| 7.                  | «Astral Plane»       | 3:38         |
| 8.                  | «Just In Time»       | 3:50         |
| 9.                  | «With You»           | 2:42         |
| 10.                 | «Slip Slide On By»   | 4:04         |
| 11.                 | «Two Hearts»         | 3:53         |
| 12.                 | «Got Soul»           | 4:12         |
| Общая длительность: | Общая длительность:  | 43:28        |

## Позиции в чартах
| Чарт (2017)                           | Высшая позиция |
| ------------------------------------- | -------------- |
| США (Billboard 200)                   | 111            |
| США (Billboard Folk Albums)           | 5              |
| США (Billboard Top Tastemaker Albums) | 6              |
| США (Billboard Top Rock Albums)       | 20             |
| США (Billboard Digital Albums)        | 25             |
| США (Billboard Top Album Sales)       | 30             |